# Центр економічних досліджень і післявузівської освіти при Карловому університеті
Центр економічних досліджень і післявузівської освіти при Карловому університеті — аналітичний центр в Чехії.
Засновано в 1991 р. Напрямки діяльності — економічна теорія, економічні перетворення, європейська інтеграція. Центр поширює застосування західних стандартів викладання економіки і досліджень в Центральній і Східній Європі. Фінансування в основному міжнародне. Річний бюджет — понад 1,5 млн дол. Штат: 7 професійних працівників, 14 — технічних та бл. 300 асоційованих і сумісників.